# Le Quidditch à travers les âges
Le Quidditch à travers les âges (titre original : Quidditch through the Ages) est un court livre (10 chapitres) écrit en 2001 par J. K. Rowling pour une œuvre de charité, Comic Relief, en même temps qu'un autre ouvrage provenant de son univers, Les Animaux fantastiques. Il traite de l'histoire du quidditch, un jeu fictif provenant des romans Harry Potter.
Il y a également dans le livre le « Glossaire à l'usage des apprentis sorciers » où les mots en anglais sont traduits en français.

## Un vrai-faux livre
Ce livre se veut identique au livre dont il est question dans les romans : c'est pourquoi il n'est nulle part fait mention de J. K. Rowling sur la couverture. Il serait plutôt écrit par un obscur Kennilworthy Whisp. Il y a également sur le dessus l'imitation d'un sceau de cire signifiant que ce livre appartient à la bibliothèque de Poudlard, une liste des emprunteurs du livre (dont O. Dubois, F. Weasley, H. Granger, H. Potter puis R. Weasley), un prix en monnaie magique… Et finalement, la quatrième de couverture (de même que la préface) est signée Albus Dumbledore.
Il présente de manière sérieuse et historique l'origine des balais et du quidditch, l'évolution du jeu au cours de l'histoire jusqu'à sa forme actuelle, les règles en détail, ainsi que la situation du quidditch dans le monde, les fautes commises pendant le jeu et les principales équipes de quidditch internationales.

## Chapitres
1. L'évolution du balai volant
2. Les anciens jeux de balai
3. Le jeu des marais de Queerditch
4. L'apparition du Vif d'or
5. Précautions anti-Moldus
6. L'évolution du quidditch depuis le quatorzième siècle
7. Les équipes de quidditch de Grande-Bretagne et d'Irlande
8. Le développement du quidditch à travers le monde
9. Le développement du balai de course
10. Le quidditch aujourd'hui

### La préface
Le livre de Whisp fut préfacé par le directeur de Poudlard, lui-même, Albus Dumbledore. Il raconte qu'il a dû forcer Mme Pince, bibliothécaire du collège Poudlard, pour pouvoir publier le livre Le Quidditch à travers les âges afin que les moldus puissent le lire. Celle-ci, pas très convaincue, donna le livre à contrecœur à Dumbledore…

## Comic Relief
L'argent ramassé par le livre est entièrement versé à l'association humanitaire Comic Relief qui collecte des fonds pour les reverser à différentes associations luttant contre la pauvreté et l'injustice sociale, telles que Oxfam et Save the Children.

## Adaptation cinématographique
Après avoir créé une adaptation du livre Les Animaux fantastiques, Warner Bros. aimerait beaucoup produire les livres, autour de l'univers de Harry Potter pour en faire des films. Le prochain livre visé serait Le Quidditch à travers les âges.